# Kompania graniczna KOP „Kołosowo”

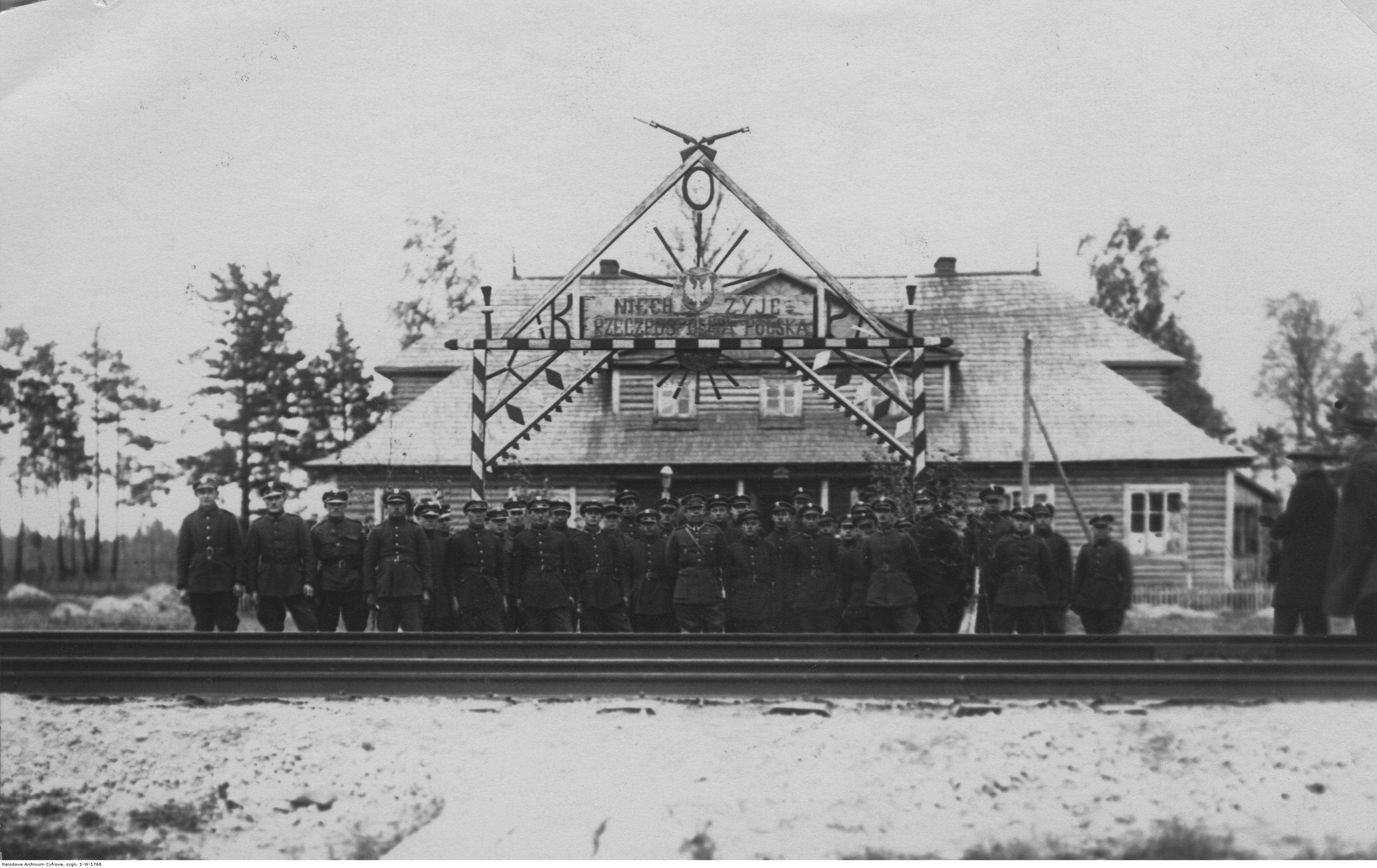
Żołnierze KOP kompanii „Kołosowo”; 1926 r.

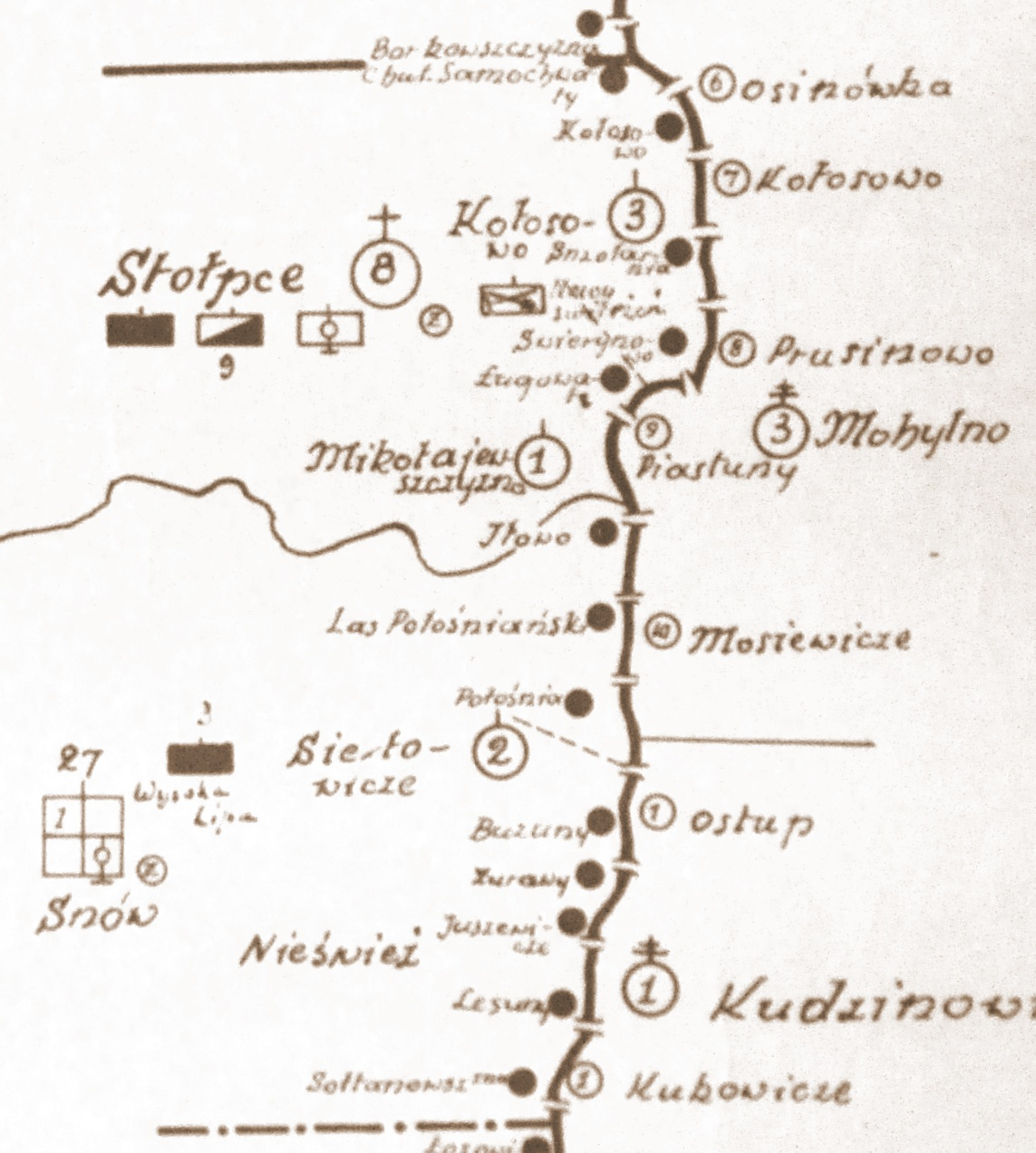
Szkic rozmieszczenia batalionu KOP „Stołpce” w 1931 roku

Kompania graniczna KOP „Kołosowo” – pododdział graniczny Korpusu Ochrony Pogranicza pełniący służbę ochronną na granicy polsko-radzieckiej.

## Formowanie i zmiany organizacyjne
Na podstawie rozkazu szefa Sztabu Generalnego L. dz. 12044/O.de B./24 z 27 września 1924, w pierwszym etapie organizacji Korpusu Ochrony Pogranicza sformowano 8 batalion graniczny , a w jego składzie 3 kompanię graniczną KOP. W listopadzie 1936 kompania liczyła 2 oficerów, 7 podoficerów, 4 nadterminowych i 82 żołnierzy służby zasadniczej.
W 1939 roku 3 kompania graniczna KOP „Kołosowo” podlegała dowódcy batalionu KOP „Stołpce”.

## Służba graniczna
Podstawową jednostką taktyczną Korpusu Ochrony Pogranicza przeznaczoną do pełnienia służby ochronnej był batalion graniczny. Odcinek batalionu dzielił się na pododcinki kompanii, a te z kolei na pododcinki strażnic, które były „zasadniczymi jednostkami pełniącymi służbę ochronną”, w sile półplutonu. Służba ochronna pełniona była systemem zmiennym, polegającym na stałym patrolowaniu strefy nadgranicznej i tyłowej, wystawianiu posterunków alarmowych, obserwacyjnych i kontrolnych stałych, patrolowaniu i organizowaniu zasadzek w miejscach rozpoznanych jako niebezpieczne, kontrolowaniu dokumentów i zatrzymywaniu osób podejrzanych, a także utrzymywaniu ścisłej łączności między oddziałami i władzami administracyjnymi. Miejscowość, w którym stacjonowała kompania graniczna, posiadała status garnizonu Korpusu Ochrony Pogranicza.
3 kompania graniczna „Kołosowo” w 1934 ochraniała odcinek granicy państwowej szerokości 18 kilometrów 780 metrów. Po stronie sowieckiej granicę ochraniały zastawy „Osinówka” z komendantury „Połoniewicze” oraz „Kołosowo” i „Prusinowo” z komendantury „Mohylno” .
Kompanie sąsiednie:
- 2 kompania graniczna KOP „Rubieżewicze” ⇔ 1 kompania graniczna KOP „Mikołajewszczyzna” – 1928[8], 1929[9], 1931[7] , 1932[10], 1934[11], 1938[12]

## Struktura organizacyjna
Strażnice kompanii w latach 1928 – 1938  
- 65 strażnica KOP „Samochwały” (Chutor Samochwały[b])
- 66 strażnica KOP „Kołosowo”[c]
- 67 strażnica KOP „Smolarnia”
- 68 strażnica KOP „Swierynowo”[d] (Świerynowo[e])

Organizacja kompanii 17 września 1939:
- dowództwo kompanii
- 1 strażnica KOP „Samochwały”
- 2 strażnica KOP „Kołosowo”
- 3 strażnica KOP „Smolarnia”
- 4 strażnica KOP „Świerynowo”

## Dowódcy kompanii
- kpt. Zygmunt Śliwa[f] (- 1939)